# Arctosa figurata
De Arctosa figurata (tên tiếng Anh: grote zandwolfspin) là một loài nhện trong họ Lycosidae.
Loài này thuộc chi Arctosa. De zandwolfspin được Eugène Simon miêu tả năm 1876.